# Распределение регистров
Распределением регистров в процессе компиляции называется отображение множества большого числа переменных фрагмента компьютерной программы (виртуальных регистров промежуточного представления) на, как правило, небольшое множество физических регистров микропроцессора. Распределение регистров может выполняться в отдельно взятом базовом блоке (локальное распределение регистров) или во всей процедуре (глобальное распределение регистров).
Как правило компьютерным программам приходится работать с большим количеством данных, однако большинство микропроцессоров поддерживает операции только на фиксированном числе небольших «ячеек», называемых регистрами. Некоторые процессоры позволяют использовать операнды, хранящиеся в памяти, однако обращение к регистрам происходит намного быстрее, чем обращение в память (даже с учетом того, что указанная область памяти может быть помещена в кэш).

## Проблемы
Задача распределения регистров является NP-полной. Обычно количество переменных в программе значительно превосходит количество доступных физических регистров, поэтому некоторые переменные приходится хранить в локальном стеке. Обращения к памяти можно минимизировать, если хранить там наименее часто используемые переменные, однако определить, какие переменные используются наименее часто, не всегда легко.
Некоторые регистры часто имеют системное или служебное назначение и их использование ограничено.

## Глобальное распределение регистров
Как и большинство других оптимизаций, распределение регистров основано на использовании некоторого анализа. В данном случае это наиболее часто анализ времени жизни переменных и анализ потока данных.
Традиционным алгоритмом распределения регистров считается раскраска графа несовместимости, предложенная математиком Грегори Хайтином.
Каждой переменной (символическому регистру) соответствует узел {\displaystyle N} графа {\displaystyle G}. Если времена жизни переменных пересекаются, соответствующие им узлы соединяются дугой. Граф нужно раскрасить {\displaystyle R} цветами (где {\displaystyle R} соответствует количеству доступных физических регистров) таким образом, чтобы ни одна пара соседних узлов не имела одинаковый цвет.
Степенью узла графа называется количество его соседей. Если степень узла графа меньше {\displaystyle R}, то для него всегда можно найти цвет, не назначенный ни одному из соседей. Если все узлы имеют степень больше {\displaystyle R}, одна из переменных сохраняется в памяти, распадаясь на несколько узлов меньшей степени.
```
Пока граф G нельзя раскрасить R цветами
  Итеративно удалять все узлы графа степенью < R, помещая их в стек
  Если все узлы графа были удалены, граф можно раскрасить R цветами
      Вытолкнуть узел N из стека и добавить его в граф, назначив ему цвет
  В противном случае граф G нельзя раскрасить R цветами
    Упростить G, выбрав узел для сохранения в памяти и разбив его на несколько узлов
    (узел для сохранения в памяти выбирается эвристически)
```

Престон Бриггс предложил модифицировать алгоритм Хайтина, откладывая сохранение переменной в памяти до назначения цветов узлам графа. Для некоторых нераскрашиваемых {\displaystyle R} цветами графов это позволяет обойтись без сохранения переменных в памяти. Например, квадрат с узлами в вершинах может быть раскрашен {\displaystyle R=2} цветами, в то время как степень всех его узлов равна двум и алгоритм Хайтина будет вынужден сохранить одну из переменных в памяти.